# Tanasevitchia strandi
Tanasevitchia strandi là một loài nhện trong họ Linyphiidae.
Loài này thuộc chi Tanasevitchia. Tanasevitchia strandi được miêu tả năm 1937 bởi Ermolajev.